# الناقل النانوي

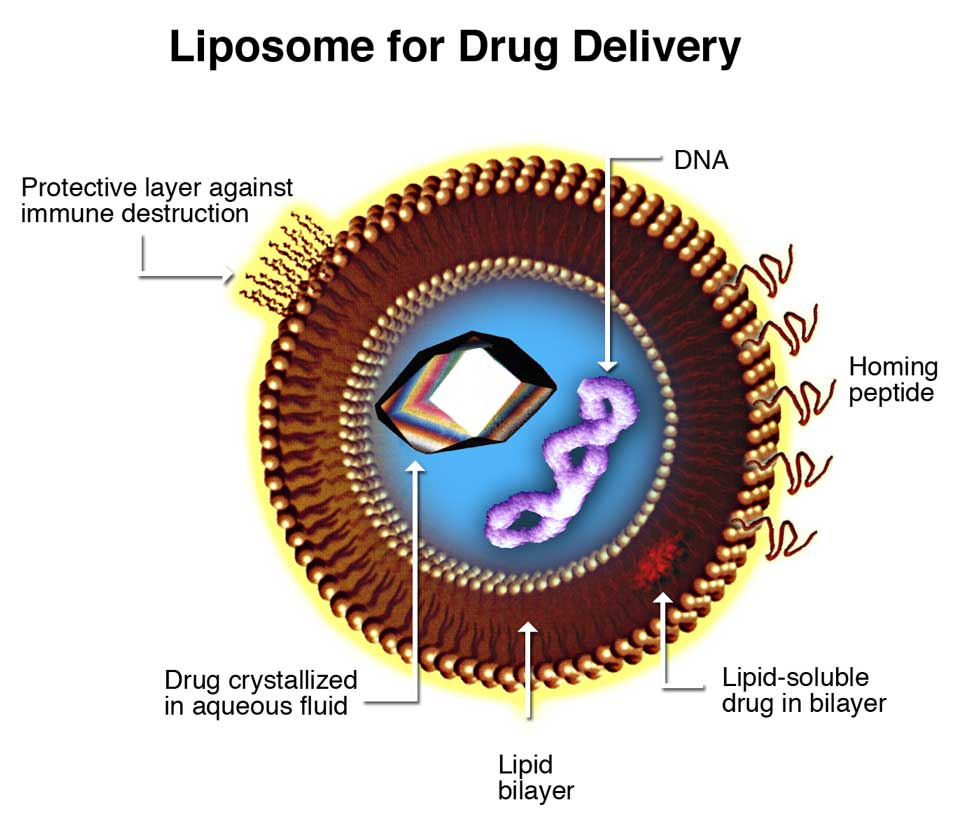
الجسيمات الشحمية هي هياكل مركبة مصنوعة من الليبيدات الفوسفاتية وقد تحتوي على كميات صغيرة من جزيئات أخرى. على الرغم من أن الجسيمات الشحمية يمكن أن تختلف في الحجم من نطاق ميكرومتر منخفض إلى عشرات الميكرومترات، فإن الجسيمات الشحمية أحادية الصفيحة، كما هو موضح هنا، عادة ما تكون في نطاق الحجم الأدنى مع وجود روابط مستهدفة مختلفة متصلة بسطحها مما يسمح بالتصاقها بالسطح وتراكمها في المناطق المرضية لعلاج المرض.

مذيل بوليمري محمل بالعقاقير يتكون من التجميع الذاتي للبوليمرات المشتركة ذات الكتلة الأمفيفيلية في الوسائط المائية.

المذيلات البوليمرية المحملة بالأدوية ذات وظائف استهداف مختلفة. (أ) المذيلات المستهدفة بالأجسام المضادة (ب) المذيلات المستهدفة بالربيطة (ج) المذيلات ذات وظيفة اختراق الخلايا.

الناقل النانوي هو مادة نانوية تُستخدم كوحدة نقل لمادة أخرى، مثل الدواء. تشمل الناقلات النانوية الشائعة المذيلات والبوليمرات والمواد القائمة على الكربون والجسيمات الشحمية ومواد أخرى.  تتم حاليًا دراسة الناقلات النانوية لاستخدامها في توصيل الأدوية، وتظهر خصائصها الفريدة إمكانية استخدامها في العلاج الكيميائي.